# Ball de les cosses
El Ball de les Cosses és, sens dubte, l'exponent folklòric més important de Gósol, ja que encara perdura avui dia.
El Ball de les Cosses es balla únicament el dia de la festa major, el 15 d'agost, i el 17 d'agost. Actualment el ballen vuit parelles de nois i noies; en contraposició trobem que uns vint anys enrere només era ballat per homes.
L'entrada es fa amb el so d'un pasdoble (habitualment amb La morena de mi copla) i la sortida de la plaça es fa amb una sardana (habitualment amb una cançó de La Principal de la Bisbal - A la festa).
En ser al mig de la rotllana, els balladors es treuen el gec, i elles arromanguen les mànigues de la camisa dels nois. Tot seguit comencen a girar en fila tot fent una rotllana i picant de mans. Es continua amb uns saltirons en parella que van canviant de costat. Seguidament, agrupats de quatre en quatre, es fan una sèrie de passos en forma de creu i, per acabar la dansa, els nois aixequen les noies en forma de petita torre. Cada pas d'aquests és repetit dues vegades.
El Ball de les cosses s'estructura en tres parts:
- Pas del contrapàs
- Pas de les cosses
- Pas de corrandes

Durant les Festes de la Mercè de Barcelona de 2003 es va realitzar el ball a la Catedral i a la Plaça Sant Jaume de Barcelona.